# Flubromazepam
Flubromazepam là một dẫn xuất của benzodiazepine được tổng hợp lần đầu tiên vào năm 1960, nhưng không bao giờ được bán trên thị trường và không nhận được bất kỳ sự chú ý hay nghiên cứu nào nữa cho đến cuối năm 2012 khi nó xuất hiện trên thị trường màu xám dưới dạng thuốc thiết kế mới.
Nó là một chất tương tự cấu trúcphenazepam trong đó nguyên tử clo được thay thế bằng một nguyên tử flo.
Một đồng phân thay thế, 5-(2-bromophenyl)-7-fluoro-1,3-dihydro-2 H -1,4-benzodiazepin-2-one hoặc "iso-flubromazepam", có thể đã được bán dưới cùng tên.

Đồng phân thay thế

## Tình trạng pháp lý

### Vương quốc Anh
Tại Anh, flubromazepam được phân loại là thuốc loại C vào tháng 5 năm 2017 sửa đổi Đạo luật về lạm dụng thuốc năm 1971 cùng với một số loại benzodiazepine khác.

### Hoa Kỳ
Clonazolam, Flubromazepam, Flubromazolam hiện đã được đưa vào Bảng I theo Luật của Bang Virginia.